# Vermicelli

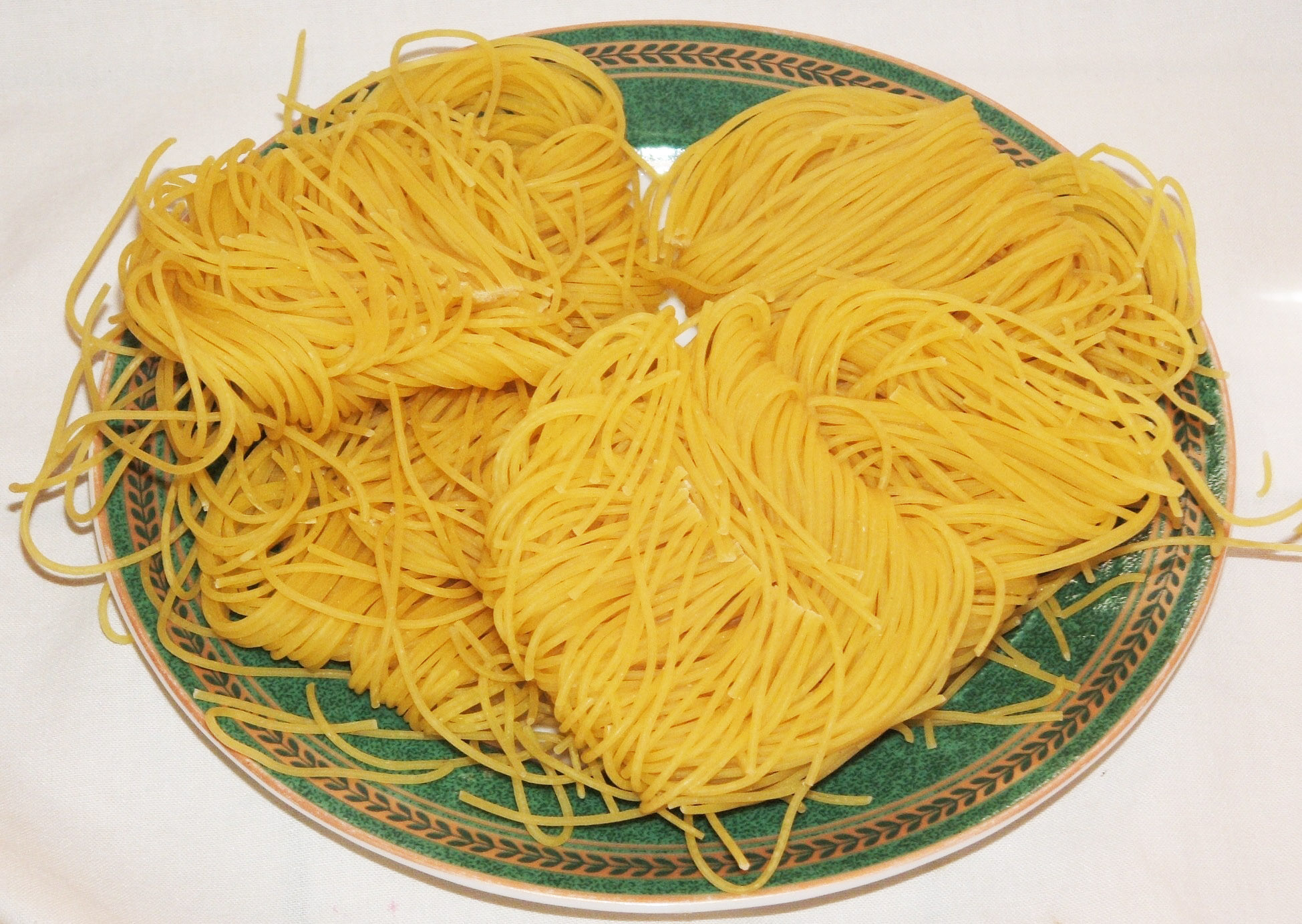
Unas madejas de vermicelli, típicos del sur de Italia

Los vermicelli (pronunciación en italiano: /vermiˈtʃɛlli/, literalmente, “gusanitos”) son un  tipo de pasta de sección redondeada, muy similares y más gruesos que los spaghetti, y típicos de la gastronomía italiana. Los vermicelloni (/vermichel·loni/, “grandes vermicelli”) son menos comunes y del mismo tipo que los fidelini (también raros de encontrar), solo que mucho más gruesos que estos últimos.
En algunos países occidentales se suele utilizar la palabra italiana vermicelli  refiriéndose a algunas tipologías de fideos chinos (como los vermicelli de arroz) diferentes, mucho más delgados, y no relacionados con los italianos.
Los vermicelli, en Italia, se usan sobre todo para preparar platos a base de mariscos.